# آچما (گرگر)
آچما (به ترکی استانبولی: Açma) یک منطقهٔ مسکونی کردنشین در ترکیه است که در گرگر، آدیامان واقع شده‌است.